# Nishinoshima
Nishinoshima (Japans: 西之島 westelijk eiland) is een klein vulkanisch eiland in de Grote Oceaan, 940 km te zuiden van Tokio, dat geologisch gezien deel uitmaakt van de Vulkaan-eilanden ten zuiden van de Bonin-eilanden. In het Engels wordt het ook Rosario Island genoemd. Het eiland heeft de vorm van een caldera, en vormt de top van een 3 km hoge onderzeese vulkaan. De vulkaan was 10.000 jaar slapend geweest, toen de bemanning van een passerend schip op 30 mei 1973 rook uit het eiland zag ontsnappen en constateerde dat de vulkaan actief was geworden. In september 2013 ontstond naast Nishinoshima door een onderzeese uitbarsting een nieuw, 200 m groot eilandje, dat in december uitgegroeid was tot grotere afmetingen dan het oude eiland. De erupties stopten in maart 1974.
In november 2013 was er een nieuwe uitbarsting, en die vormde een nieuw eiland dat bij een controle door de Japanse kustwacht op 26 december aan het hoofdeiland vast gegroeid bleek. In 2014 en de eerste helft van 2015 gingen de erupties alsmaar door, en lava overdekte het gehele oorspronkelijke eiland. Het nieuwe eiland dat zo ontstond was veel groter dan het oorspronkelijke eiland: het oppervlak was ongeveer 2,3 km² en de hoogste punt reikte 110 m hoog. Later werd het eiland weer iets kleiner, door kustafslag.

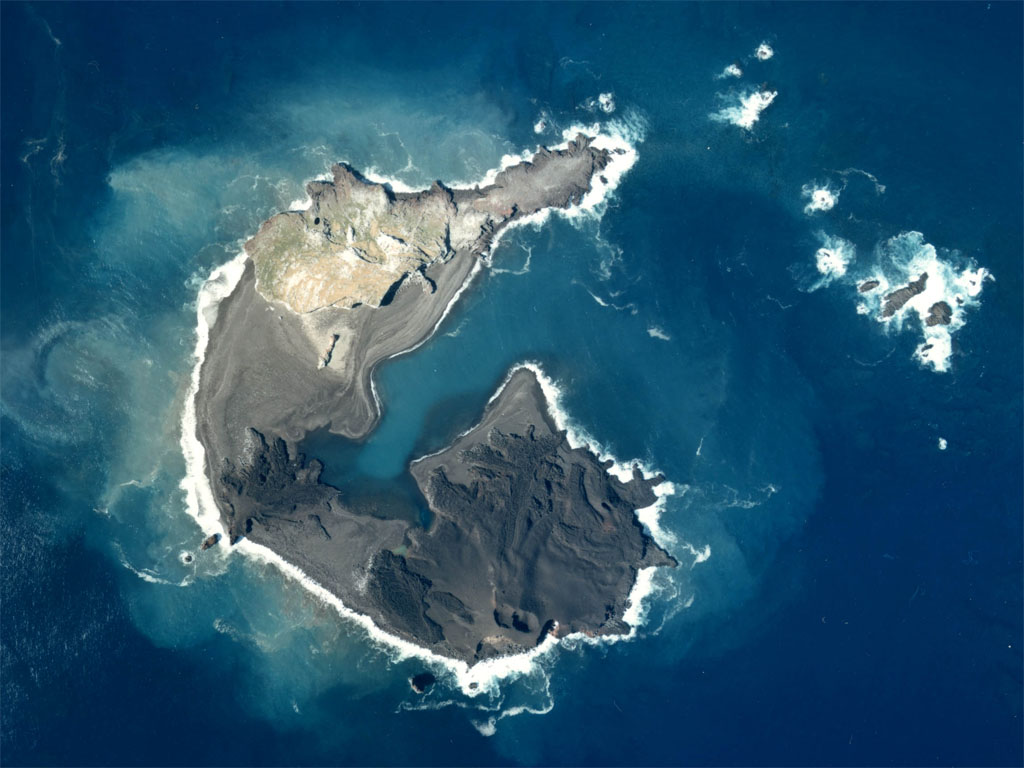
Nishinoshima in 1978, na de eerste eruptie.
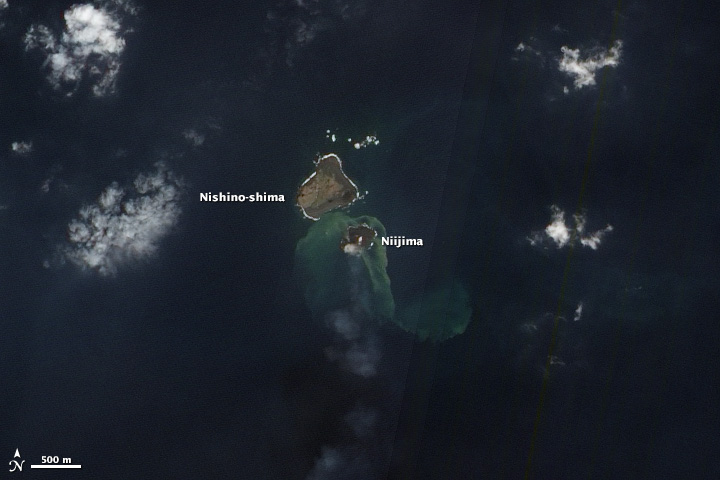
Opname op 8 december 2013, kort na de geboorte van het nieuwe eilandje (aangeduid als Niijima).
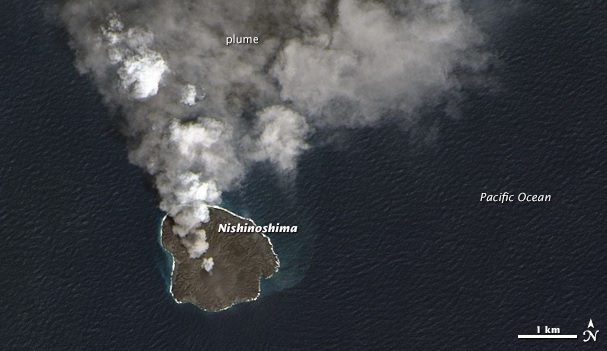
Het eiland op 1 maart 2015. Duidelijk zijn de rookpluimen zichtbaar.
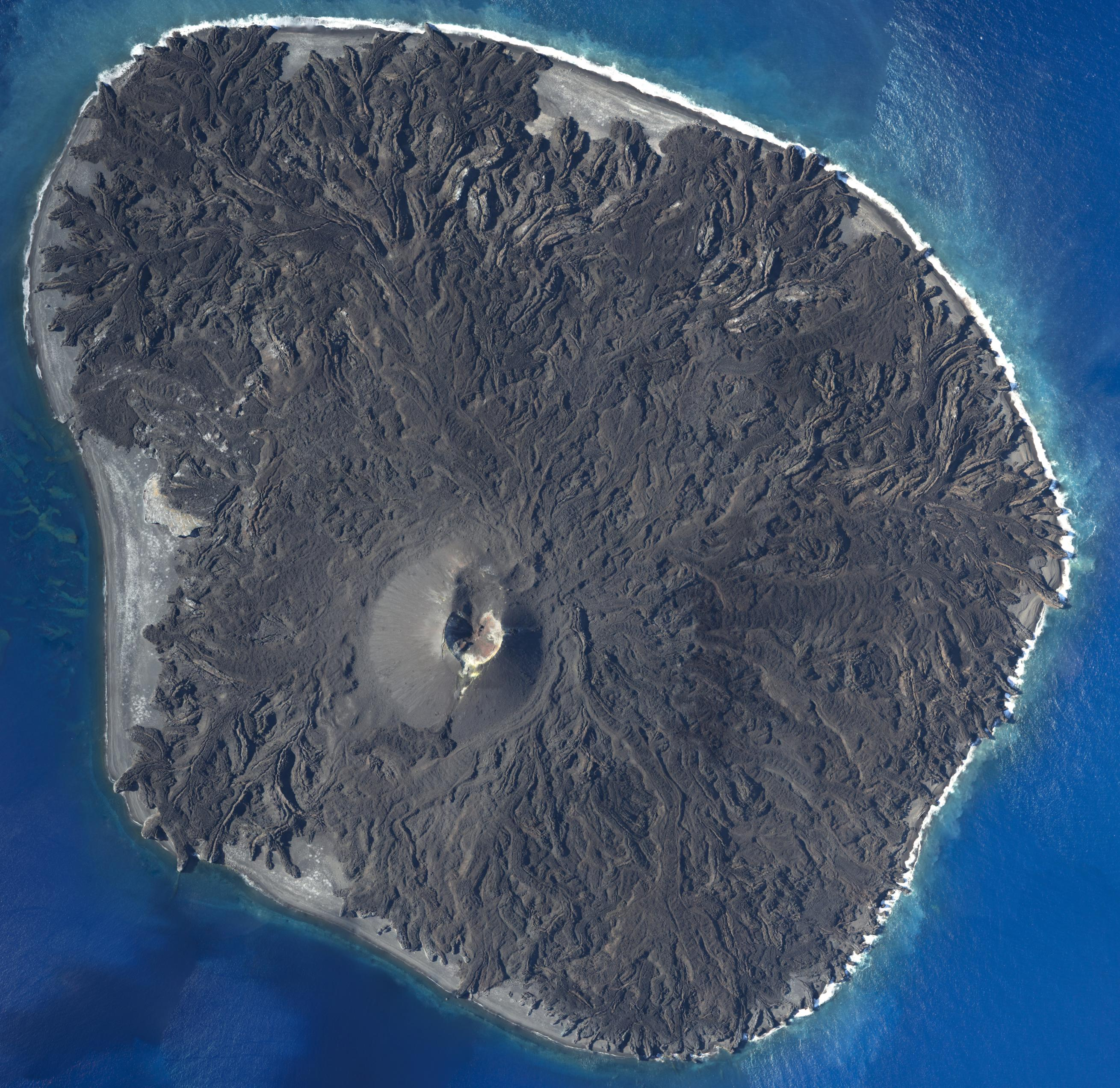
Nishinoshima in 2016